# 刘喜杰
刘喜杰（1962年10月—），男，汉族，吉林前郭尔罗斯人，中华人民共和国政治人物。

## 生平
1978年11月参加工作。1984年11月加入中国共产党。1993年2月，担任中共松原市委组织部副部长。1999年3月，任松原市人民政府市长助理。2001年3月，任中共白山市委常委、组织部部长。2005年4月，任中共白山市委副书记。2006年8月，任白山市人民政府副市长、代市长。2007年1月，任白山市市长。2008年，当选第十一届全国人大代表。2008年5月，任四平市人民政府代市长，并于12月正式当选。2010年4月，任中共四平市委书记。2015年11月，任吉林省人民政府秘书长兼办公厅主任。
2017年6月12日，中纪委网站宣布，刘喜杰涉嫌严重违纪，接受组织审查。2018年12月，刘喜杰因受贿罪被长春市中院判处有期徒刑十一年六个月，并处罚金一百万元。